# Страхиња Станковић
Страхиња Станковић (рођен 1940) је српски сликар.

## Биографија
Рођен је 1940. године у Никшићу. Дипломирао је на Факултету примењених уметности Универзитета уметности у Београду. Самостално је излагао у Београду 1973, учествовао је на групним изложбама слика у Октобарском салону 1971. и 1973. и Мајској изложби у Београду 1971, 1972. и 1973. године. Добитник је награде Мајски цвет у Београду 1971. за плакат.